# Garypus sini
Espèce
Garypus sini est une espèce de pseudoscorpions de la famille des Garypidae.

## Distribution
Cette espèce est endémique du Mexique. Elle se rencontre en Basse-Californie du Sud, en Basse-Californie et au Sonora sur les côtes du golfe de Californie.

## Description
Le mâle mesure 5 mm et les femelles de 6 à 7,5 mm.

## Publication originale
- Chamberlin, 1923 : New and little known pseudoscorpions, principally from the islands and adjacent shores of the Gulf of California. Proceedings of the California Academy of Sciences, sér. 4, vol. 12, no 17, p. 353-387 (texte intégral).